# Gebietserhaltungsanspruch
Unter dem Gebietserhaltungsanspruch versteht man ein Rechtsinstitut aus dem öffentlichen Baurecht in Deutschland. Der Anspruch ermöglicht es einem Grundstückseigentümer in einem bestimmten Baugebiet, sich gegen die Genehmigung eines Bauvorhabens in diesem Baugebiet zur Wehr zu setzen. Die Festsetzung von Baugebieten mit bestimmtem Gebietscharakter durch einen Bebauungsplan kann demnach nachbarschützende Wirkung zugunsten aller Grundstückseigentümer im jeweiligen Baugebiet auslösen. Die Eigentümer der innerhalb eines Baugebiets gelegenen Grundstücke sind durch ein nachbarliches Gemeinschaftsverhältnis verbunden, welches ein wechselseitiges Austauschverhältnis begründet.
Der Gebietserhaltungsanspruch ist ein Abwehranspruch. Er wird allein schon durch die Zulassung eines Vorhabens ausgelöst, das mit dem Gebietscharakter des festgesetzten Baugebiets unvereinbar ist. Das BVerwG sieht hierin nämlich schon einen Angriff auf das schützenswerte nachbarliche Austauschverhältnis, indem es zu einer Verfremdung des Gebietes kommen kann.
Der Nachbar erhält also einen über das Gebot der Rücksichtnahme hinausgehenden Schutz-/Abwehranspruch, denn damit kommt es gar nicht darauf an, ob das angegriffene Vorhaben nach den örtlichen Verhältnissen tatsächlich zu einer nachweislichen Beeinträchtigung des Nachbarn führt, solange es baurechtswidrig ist.
Dadurch wird zweierlei bewirkt: Zunächst eine Beschränkung der Nutzungsmöglichkeiten am eigenen Grundstück, denn der Eigentümer muss sich an die Maßgabe der jeweiligen Gebietsfestsetzung halten. Andererseits müssen sich alle anderen Nachbarn im selben Baugebiet ihrerseits selbst an die Beschränkungen halten.
Um den Gebietserhaltungsanspruch auszulösen, bedarf es weiterhin nicht unbedingt eines Bebauungsplans.
Auch im unbeplanten Innenbereich entfaltet der Gebietserhaltungsanspruch die o. g. Wirkungen, wenn die Voraussetzungen des § 34 Abs. 2 BauGB vorliegen, also die nähere Umgebung ihrer Beschaffenheit nach einem der Baugebiete der Baunutzungsverordnung entspricht.
Liegen lediglich die Voraussetzungen des § 34 Abs. 1 BauGB vor, so besteht der Anspruch nur bei mangelndem „Einfügen des Vorhabens in die nähere Umgebung“, d. h. wenn sich das Vorhaben nicht innerhalb des aus seiner Umgebung abzuleitenden städtebaulichen Rahmens hält, insb. das Gebot der Rücksichtnahme nicht eingehalten ist. Beim Gebot der Rücksichtnahme muss der Nachbar jedoch substantiiert nachweisen, dass er in seinen Belangen tatsächlich, konkret und erheblich beeinträchtigt ist.